# Saint-Léger-des-Prés
 Saint-Léger-des-Prés  es una población y comuna francesa, situada en la región de Bretaña, departamento de Ille y Vilaine, en el distrito de Saint-Malo y cantón de Combourg.

## Demografía
| 305 | 293 | 250 | 230 | 231 | 232 |
| Para los censos de 1962 a 1999 la población legal corresponde a la población sin duplicidades (Fuente: INSEE [Consultar]) |     |     |     |     |     |